# 滴水埠街道
滴水埠街道，是中华人民共和国湖南省湘潭市岳塘区下辖的一个乡镇级行政单位。2015年11月19日，荷塘乡、滴水埠街道成建制合并设立荷塘街道。

## 行政区划
滴水埠街道下辖以下地区：
新城社区、电化社区、江滨社区、新桥社区和向阳社区。